# Дамяново (Польща)
Дамяново (пол. Damianowo, нім. Damsdorf) — село в Польщі, у гміні Уданін Сьредського повіту Нижньосілезького воєводства.
Населення — 336 осіб (2011).
У 1975-1998 роках село належало до Легницького воєводства.

## Демографія
Демографічна структура станом на 31 березня 2011 року:
|          | Загалом | Допрацездатний вік | Працездатний вік | Постпрацездатний вік |
| -------- | ------- | ------------------ | ---------------- | -------------------- |
| Чоловіки | 173     | 38                 | 115              | 20                   |
| Жінки    | 163     | 23                 | 95               | 45                   |
| Разом    | 336     | 61                 | 210              | 65                   |